# De Groeve
De Groeve (53° 07′ N, 6° 43′ L) é uma cidade dos Países Baixos, na província de Drente. De Groeve pertence ao município de Tynaarlo, e está situada a 15 km sudeste de Groningen.
A área de De Groeve, que também inclui as partes periféricas da cidade, bem como a zona rural circundante, tem uma população estimada em 520 habitantes.